# Grötingen (jernbanestation)
 For alternative betydninger, se Grötingen. (Se også artikler, som begynder med Grötingen)
Grötingen er en nedlagt jernbanestation på Stambanan genom övre Norrland, beliggende i Bräcke kommun i Jämtlands län i Sverige syd for søen Grötingen.
Grötingen var militærmødested fra 1883, og blev holdeplads i 1894 og station i 1918. Godstrafikken ophørte i 1967, og stationen blev helt nedlagt i 1968. Stationshuset blev opført i 1917. Bebyggelsen rummede i 1949 cirka 150 indbyggere, diverse butikker og omkring 300 meter fra jernbanestationen en folkeskole. Blandt større virksomheder kan nævnes AB Elektrisk Kraftstation og AB Carbos Nya Fabriker, som bedrev tjæreproduktion og ovnkøling af træ. Efter flere konkurser nedlagde AB Carbo til sidst virksomheden i 1938. Industrivirksomheden gav anledning til omfattende miljøforureninger, som endnu ikke er blevet afhjulpet. I Grötingen har der også ligget en fængselskoloni.